# Svantovit
Svantovit o Svetovit és un déu de la guerra de la mitologia eslava. A diferència d'altres cultures, no equival a la mort sinó a la fertilitat, ja que s'associa a ell tot el que significa canvi i regeneració, encara que sigui mitjançant la violència. És un déu d'aparença humanoïde amb quatre caps, que o bé miren als punts cardinals o bé s'agrupen dos mirant al front i dos cap enrere. D'aquesta policefàlia li venen els dots d'endevinació, ja que pot mirar cap al futur. Està armat amb una gran espasa i munta un cavall blanc de combat.

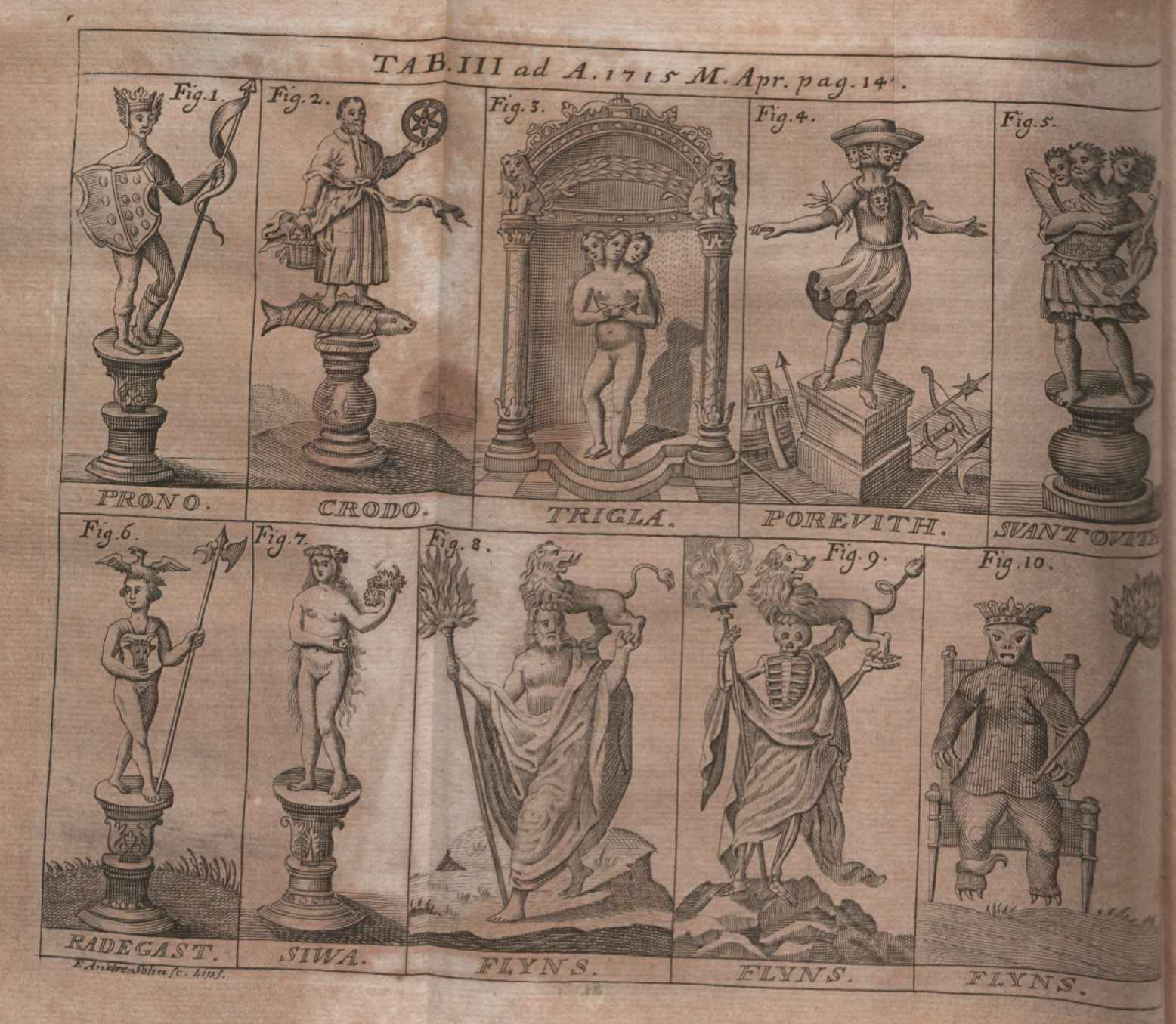
Ill. 5. Svantovit en Acta Eruditorum, 1715

El temple més important del seu honor està ubicat a l'illa de Rügen, on es guarda una cornucòpia associada al déu i al seu oracle.